# Prudence Crandall
Prudence Crandall (Hopkinton, 3 de setembro de 1803 - Elk Falls, 28 de janeiro de 1890) foi uma professora primária estadunidense e abolicionista. Tornou-se conhecida por abrir uma escola para meninas e mulheres, tanto brancas quanto negras, que recebeu forte boicote dos cidadãos da região por aceitar negras entre as alunas. Hoje é considerada uma heroína do estado de Connecticut.

## Vida pessoal
Prudence nasceu em 1803 na região rural de Hope Valley, no município de Hopkinton, em Rhode Island, filha de Pardon and Esther Carpenter Crandall, casal que professava o quakerismo. Quando tinha 17 anos, seu pai levou a família para a cidade de Canterbury, em Connecticut. Em 1831, Prudence e a irmã Almira compraram uma casa e abriram uma escola para meninas e moças, a Canterbury Female Boarding School. Tinha dois irmãos Hezekiah Crandall, Reuben Crandall, e uma irmã, Almira Crandall.

## A escola
No outono de 1832, Sarah Harris Fayerweather, filha de um negro liberto e fazendeiro que morava perto de Canterbury, foi matriculada na escola de Prudence e Almira, para cursar o magistério. Sarah estudou nas mesmas escolas municipais que as meninas brancas que estudavam na escola de Prudence. É provável que esta tenha sido a primeira classe mista de brancos e negros dos Estados Unidos. Muitos cidadãos proeminentes da cidade se opuseram à matrícula de Sarah e pressionaram Prudence para que recusasse a aluna, mas ela se recusou a negar sua vaga. Com isso, muitos pais brancos retiraram suas filhas da escola de Prudence.
A partir daí Prudence se dedicou a oferecer estudos para as meninas negras. Depois de fechar a escola temporariamente, Prudence começou a acolher meninas negras em sua escola em 2 de março de 1833. William Lloyd Garrison, abolicionista e apoiador da escola, colocou anúncios no jornal a respeito de vagas. Conforme a notícia se espalhou, muitas famílias negras enviaram suas filhas para a escola de Prudence. Crianças vindas de Boston, Providence, New York, Filadélfia, além daquelas da região de Canterbury, começaram a se matricular em 1º de abril de 1833.
Prudence ensinava diversas disciplinas: leitura, redação, aritmética, geografia, astronomia, história natural, filosofia, química, desenho, pintura e música, além de francês. Os estudantes pagavam 25 centavos de dólar por trimestre, metade adiantado, para cobrir os custos, limpeza e manutenção da escola. Os livros e equipamentos eram comprados pelas alunas, mas com desconto. Porém, a escola acabou durando pouco tempo, devido à forte oposição da população e até do governo do estado.

## Oposição
Os cidadãos de Canterbury primeiro protestaram e até reuniram o conselho municipal na tentativa de fechar a escola. Em seguida, os protestos se tornaram avisos, ameaças e em seguida vandalismo. Mesmo com todo o preconceito, Prudence continuou com suas aulas. Mas em 24 de maio de 1833, o legislativo do estado passou uma leia que proibia escolas de lecionar para alunos negros de fora de Connecticut sem permissão do município. Em julho, Prudence foi presa e levada para a prisão do condado, onde esperou até seu julgamento.
Pela nova lei, os cidadãos também passaram a perseguir os alunos de Prudence. Fecharam as lojas e locais de reunião de seus familiares, negavam transporte e até atendimento médico. Envenenaram o poço da escola com fezes de animais e a impediram de conseguir água em outro lugar. Uma de suas alunas, de 17 anos foi presa e depois libertada pelo abolicionista Samuel J. May por meio de doações. Ainda assim, a escola continuou funcionando, enfurecendo a população ainda mais.
Ao ver o apoio de Samuel J. May à Prudence Crandall, o deputado e depois juiz federal, Andrew T. Judson disse:
| “ | Sr. May, não somos meramente opostos ao estabelecimento dessa escola em Canterbury; queremos dizer que não haverá uma escola dessas instalada em qualquer lugar do nosso estado. Os negros nunca podem se levantar de sua condição de servidão em nosso país; eles não devem ser autorizados a ascender aqui. Eles são uma raça de seres inferiores e nunca devem ser chamados ou ser reconhecidos como iguais aos brancos. | ” |

## Julgamento
O proeminente abolicionista de Nova Iorque, Arthur Tappan, doou 10 mil dólares para a causa de Prudence e para a contratação de advogados. O caso desafiava a constitucionalidade da lei estadual que proibia escolas de aceitar alunos negros de outros estados. A defesa argumentou que negros eram cidadãos de outros estados, portanto não havia nenhum impedimento legal para suas matrículas em escolas de Connecticut. Além disso, a defesa também focou na privação de direitos para estudantes negros, o que ia contra a Constituição dos Estados Unidos. Há a acusação negou o fato de que negros libertos fossem cidadãos em qualquer estado. No fim, o juri não conseguiu chegar a um veredito.
Um segundo julgamento na corte estadual decidiu contra Prudence e sua escola e o caso prosseguiu para a corte de apelações (hoje a Suprema Corte estadual) em julho de 1834. A decisão anterior foi revertida e o caso foi encerrado em 22 de julho por um erro no processo. A lei estadual proibia a matrícula de crianças negras vindas de fora do estado, desde que uma permissão fosse dada pela autoridade civil e pelo conselho municipal. Como a acusação não abordou a questão da licença da escola, a corte entendeu que não havia crime e fechou o caso. A corte porém não argumentou a respeito da cidadania de negros em todos os estados.
O processo judicial não impediu a escola de continuar funcionando, porém o vandalismo dos moradores de Canterbury aumentou, que ficaram tão irados com a decisão do tribunal que tacaram fogo na escola em 9 de setembro de 1834. Pela segurança dos alunos, de sua família e a sua própria, Prudence fechou a escola em 10 de setembro de 1834. A lei foi revogada em 1838.

## Últimos anos e morte
Em agosto de 1834, Prudence se casou com o reverendo Calvin Philleo, da igreja batista. O casal se moveu para Massachusetts por um tempo, mas também moraram em Nova York, Rhode Island e Illinois. O casal não teve filhos, mas Calvin já tinha três filhos do primeiro casamento. Calvin sofreu por muitos anos de doenças mentais e faleceu em Illinois em 1874. Já viúva, Prudence voltou a usar seu nome de solteira e se mudou para Elk Falls, no Kansas, para morar com seu irmão Hezekiah, em 1877.
Em 1886, o estado de Connecticut homenageou Prudence, com apoio de Mark Twain, dando-lhe uma pensão anual de 400 dólares (hoje equivalente a 11 mil dólares). Prudence feio a falecer em 28 de janeiro de 1890, em Elk Falls, aos 86 anos e foi enterrada no cemitério da cidade.